# Famille de La Fournière
La famille de La Fournière est une famille subsistante  d'ancienne bourgeoisie, originaire de Champagne.

## Histoire
La famille de La Fournière est une famille de haute-bourgeoisie, installée à Châlons-sur-Marne, en Champagne.

## Personnalités
- Pierre de La Fournière, notaire royal à Châlons en 1714[1].
- Pierre-André de La Fournière, sieur de Champagne, conseiller au présidial de Châlons[1].
- Pierre de La Fournière, notaire royal, gouverneur et échevin de Châlons[2].
- Pierre-André de La Fournière, gouverneur et échevin de Châlons, seigneur d'Ecury, Marson, Montcetz, La Héronnière et Champagne[2].
- Joseph-Mesmie de La Fournière, né en 1714, licencié ès lois, avocat au Parlement de Paris, conseiller du roi et lieutenant en l'élection de Châlons[2].
- Jacques de La Fournière, né en 1892, chef de bataillon d'infanterie, chef de la résistance de la région de Vitry, mort assassiné en 1943[3].
- Xavier de La Fournière, né en 1927, adjoint au maire de Paris, conseiller régional d'Ile-de-France.
- Michel de La Fournière, né en 1933, diplomate et homme politique[4].

## Galerie

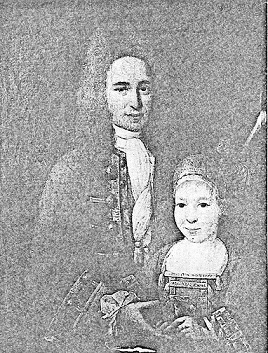
Pierre de La Fournière (1681-1731), échevin de Châlons.
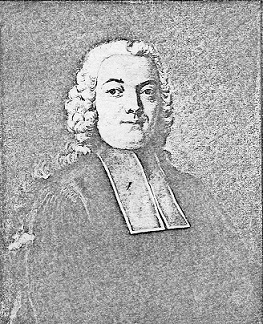
Joseph-Mesmie de La Fournière (1714-1766), seigneur de Marson, avocat au Parlement de Paris.
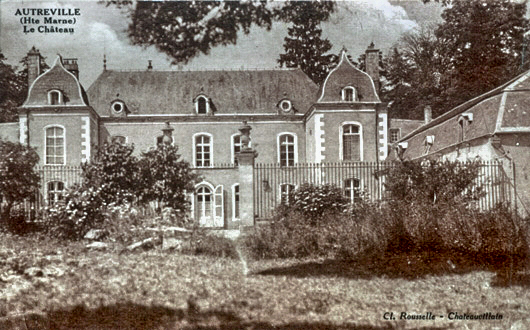
Château d'Autreville.
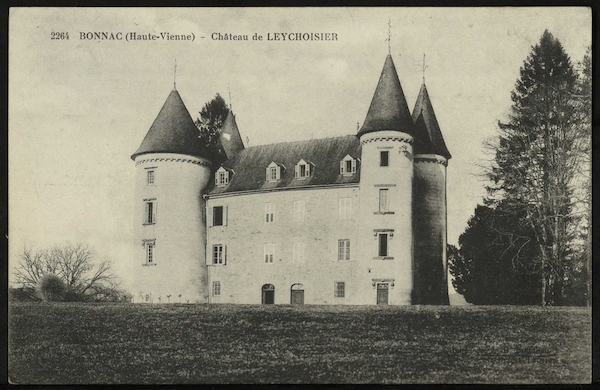
Château de Leychoisier.

## Armes
| Image | Blasonnement |
| ----- | --- |
|       | Famille de La Fournière : Mi-parti : d'argent à une tour de gueules; de gueules à trois quintefeuilles d'argent[réf. nécessaire] |

## Alliances
Les principales alliances de la famille sont : Jaccobé de Farémont (1735), Soulier de Lortal (1779), Bontemps de Montreuil (1859), de Magnac (1890), Guyon de Montlivault (1911), Sainte-Claire Deville (1912), de Villoutreys de Brignac (1919), Olphe-Galliard (1924), de Crespin de Billy (1924), Couraye du Parc (1930), de Boysson (1934), de Truchis de Lays (1935), de Crouy-Chanel (1945), de Moncuit (1945), Huchet de La Bédoyère (1961), de Roquefeuil-Montpeyrou, de Vasselot, de Sabran-Pontevès, Macé de Gastines, de Ponthaud, Champetier de Ribes, de Dreux-Brézé, de Vanssay, Choppin de Janvry, Pineau de Viennay, Chandon-Moët, de La Hamayde, Colas des Francs, de Miniac.

### Fonds d'archives
- Ferdinand Frécon, Fonds Frecon, Dossiers bleu, XIII, Archives Départementales du Rhône, 1941, 138 p. (lire en ligne).